# Té turco

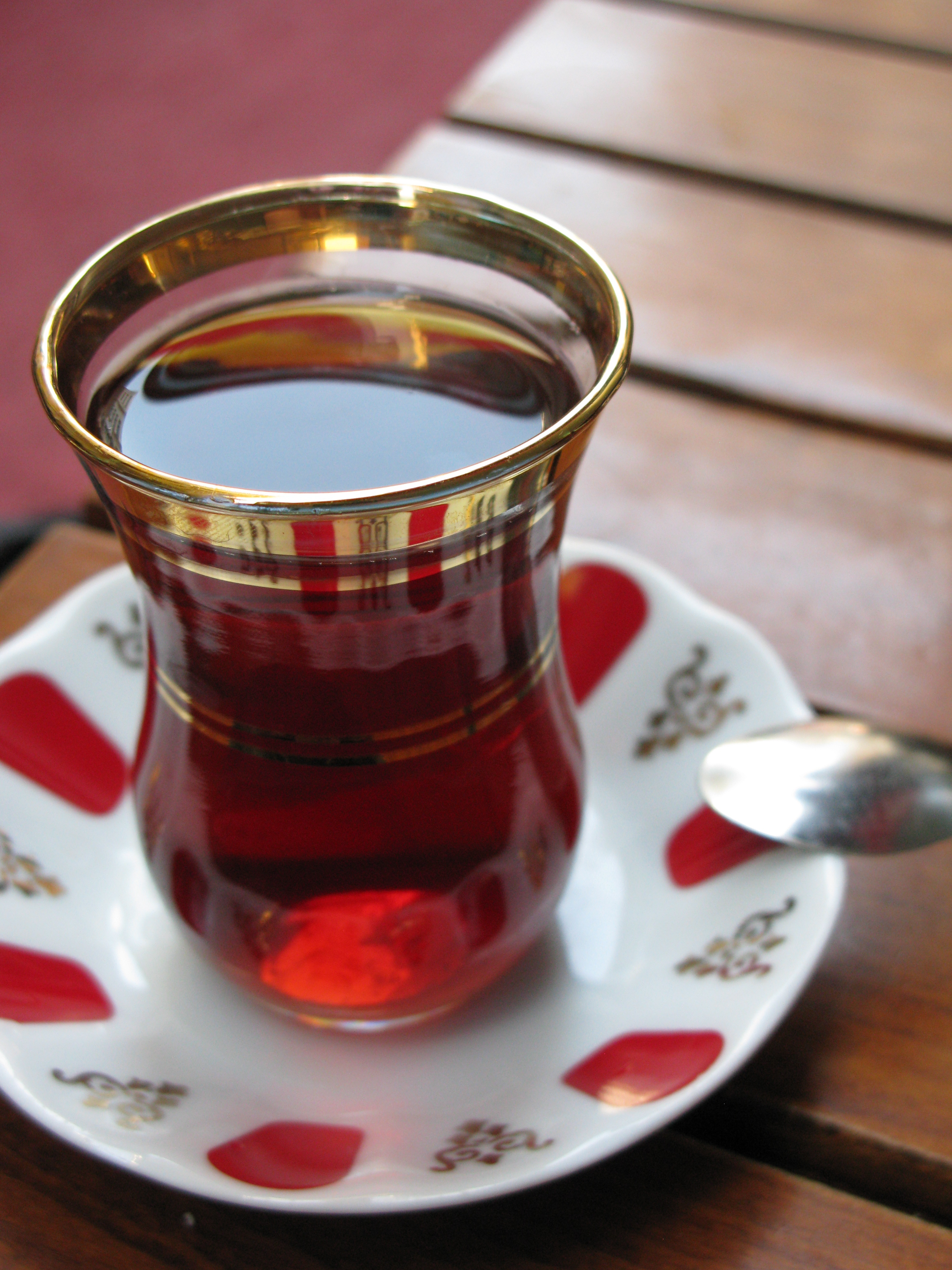
Taza con té turco

El çay (té en turco) lo suelen beber las personas que viven en la República de Turquía, en la República Turca del Norte de Chipre y en la diáspora turca. El té (çay)  pronunciación chai se escribe con las letras C cedilla, (con un "apóstrofe" abajo), una A y una Y.  En español, que no incluye la letra C cedilla, se suele escribir como se pronuncia, chai. El chai, entre la población de Turquía, es tan popular como el conocido café turco. 

## Características

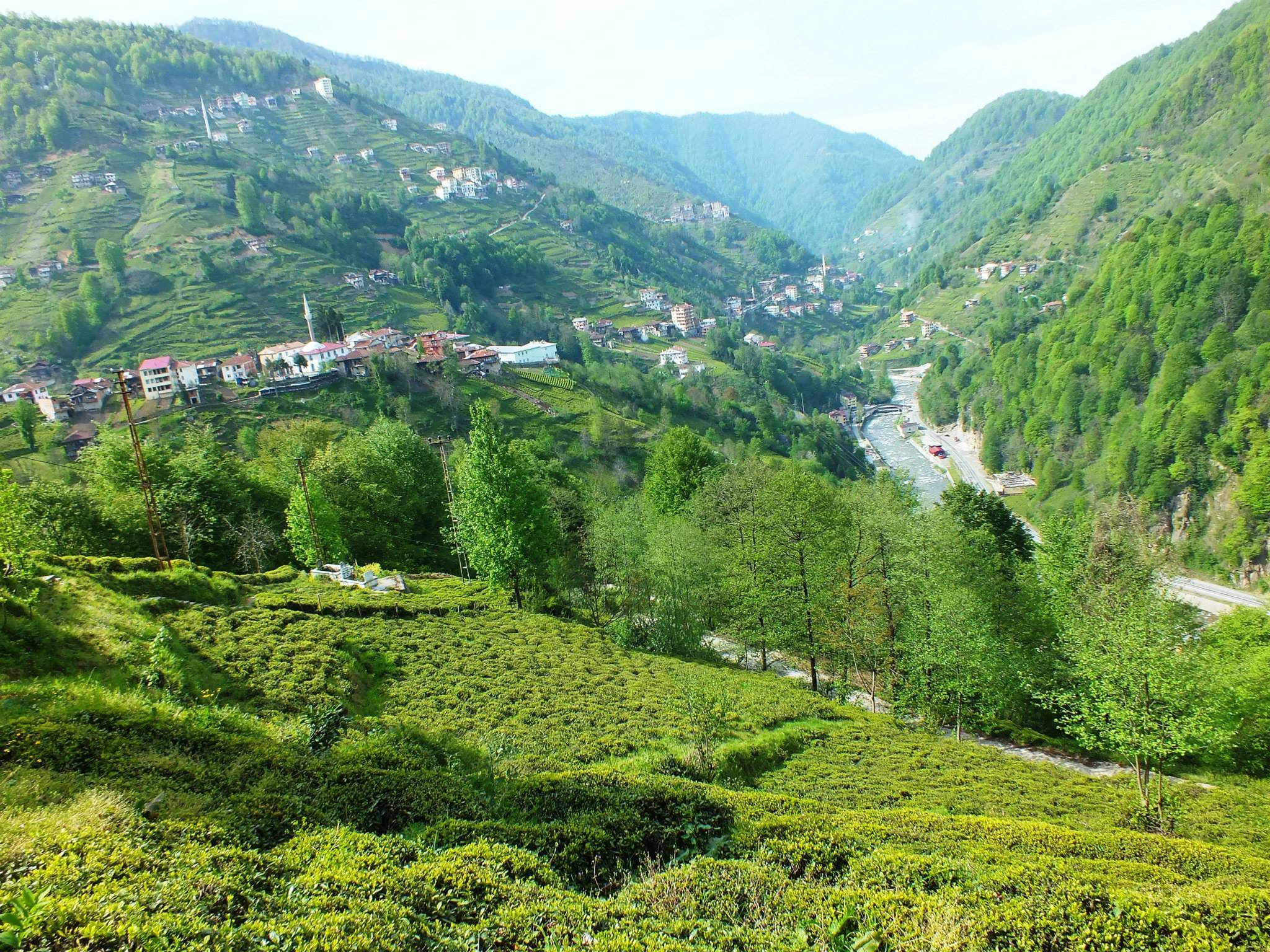
Plantaciones de té en la provincia de Rize.

El té (çay) turco se pronuncia chai y se escribe çay, y se puede considerar una forma de té negro, se produce principalmente al este de la costa del Mar Negro, en el que el clima húmedo debido a las grandes precipitaciones proporcionan un ambiente muy adecuado para un suelo fértil. El té turco se prepara en una especie de teteras apiladas (çaydanlık) especialmente diseñadas para la preparación de este té. El agua es llevada a ebullición en la vasija inferior y alguna parte del agua se emplea para llenar la tetera superior que contiene varias cucharillas de té. Se produce de esta forma un té de sabor muy fuerte. Cuando es servido, el agua sobrante se emplea para diluir el té de cada taza si lo desea el consumidor, de esta forma se puede elegir entre té fuerte koyu (oscuro) o ligero açık. El té se bebe en pequeñas tazas y gusta de servirse muy caliente, se suele verter algo de azúcar de remolacha. En algunos países musulmanes el té reemplaza a las bebidas alcohólicas y al café como bebida de acto social. En Turquía el té se conoce como té Rize, casi toda la producción de té se produce en la provincia de Rize, ubicada en la costa este del Mar Negro.
En 2004, Turquía produjo cerca de 205 500 toneladas de té (casi un 6,4 % de la producción total mundial), lo que lo convierte en uno de los mercados más grandes de té del mundo Además, en 2004 Turquía era el mayor consumidor per cápita de té en el mundo, a 2,5 kg por persona —seguido de Reino Unido, a 2,1 kg por persona.

## Costumbres
Los turcos toman la forma de beber el té( çay) como una forma de vida típica de su tierra y de su cultura. Allí donde se vaya en Turquía se ofrecerá té (çay) o café como símbolo de amistad y hospitalidad y por esta razón aparece servido en las casas, en los bazares y los restaurantes, antes o después de las comidas.
El té turco está lleno de sabor y es muy fuerte de aroma, demasiado fuerte para ser servido en tazas de gran capacidad y por esta razón se sirve en vasos pequeños de cristal, sin llegar a llenarse para que el servido pueda tomar la taza por los extremos sin quemarse los dedos, debido a que se sirve siempre extremadamente caliente.
Se suele tomar con azúcar. Mezclarlo con leche no es típico.

## Otrosçays turkiye (otros tés turcos)

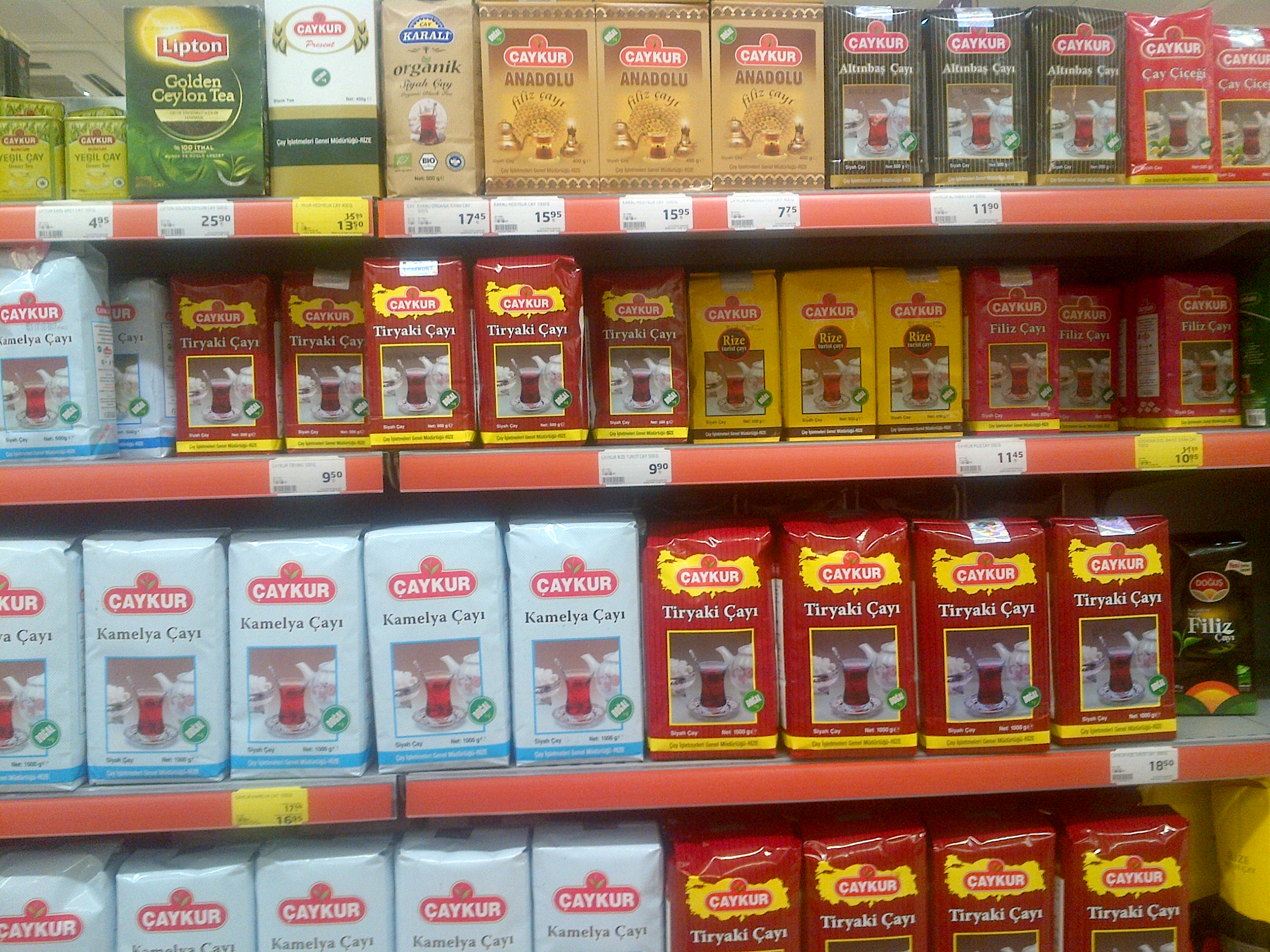
Paquetes de algunas variedades de té en la estantería de un supermercado en Ankara

En Turquía los tés de frutas y hierbas son también populares, como el de manzana (elma çayı), naranja (oralet), Escaramujo (kuşburnu) y flores de tilo (ıhlamur); el té Sage (adaçayı en turco: ‘té de la isla’) es uno de los más populares de la zona costera mediterránea.